# Parmularius
Parmularius es un género extinto de bóvidos pertenecientes a la subfamilia Alcelaphinae que existió desde el Mioceno hasta el Pleistoceno en África (Etiopía, Argelia, Marruecos, Tanzania, Kenia y Sudáfrica). Estaba relacionado con las especies modernas topi y korrigum (Damaliscus korrigum), y el búbalo común (Alcelaphus buselaphus). El género fue descrito por Hopwood en 1934 y asignado a la familia Bovidae por Carroll en 1988. El fósil más antiguo descubierto procede del Mioceno en Sudáfrica.